# جائزة الولايات المتحدة الكبرى 1973
جائزة الولايات المتحدة الكبرى 1973 هو سباق فورمولا 1 أقيم بتاريخ 7 أكتوبر 1973 في نيويورك. كان الخامس عشر من أصل 15 في بطولة العالم لسباقات الفورمولا واحد موسم 1973.

## الترتيب النهائي
|         | الترتيب | السائق            | النقاط |
| ------- | ------- | ----------------- | ------ |
|         | 1       | جاكي ستيورات      | 71     |
|         | 2       | إيمرسون فيتيبالدي | 55     |
| 1       | 3       | روني بيترسون      | 52     |
| 1       | 4       | فرانسوا سيفيرت    | 47     |
|         | 5       | بيتر ريفسون       | 38     |
| المصدر: |         |                   |        |